# Socialistiska partiet (1929)
Socialistiska partiet – arbetarnas och jordfolkets förbund (1934–1943, förkortat SP), från början Sveriges kommunistiska parti (1929–1934, förkortat SKP, kallat Kilbomskommunisterna eller Kilbomarna), var ett svenskt kommunistiskt politiskt parti som existerade från 1929 till 1943, varefter det bytte namn och blev det uttalat nazistiska Svenska socialistiska partiet. Partiledare var 1929–1943 Nils Flyg, med Karl Kilbom som tongivande ideolog och chefredaktör för den partianknutna dagstidningen Folkets Dagblad till 1937.
Partiet bildades 1929 av majoriteten vid splittringen av Kominternpartiet Sveriges kommunistiska parti (som tidigare hette Sverges socialdemokratiska vänsterparti, SSV, åren 1917–1921). Denna majoritetsfalang hade argumenterat för en brytning med det Moskvastyrda Komintern.

## Bakgrund
Vid splittringen av Socialdemokratiska arbetarepartiet (SAP) 1917 bildade vänsteroppositionen Sverges socialdemokratiska vänsterparti (SSV). Tillsammans med andra vänstersocialistiska partier var man med och grundade Tredje internationalen (Komintern) 1919. År 1921 bytte SSV namn till Sveriges kommunistiska parti (SKP).
Sedan Zeth Höglund och andra ledargestalter som önskade avbryta samarbetet med Sovjetunionen lämnat SKP 1924 blev Karl Kilbom, tillsammans med Nils Flyg, den främste ledaren för partiet och blev samtidigt huvudredaktör för partiorganet Folkets Dagblad Politiken. Höglund lanserade sedan han lämnat partiet benämningen "Oxkommunister" på den Moskvatrogna grenen av partiet med Kilbom i spetsen.

## Historia

### Kilbomskommunisterna (1929–1934)
1929 uteslöts majoriteten av medlemmarna ur SKP på order från Josef Stalins Moskva. Eftersom både majoriteten och minoriteten i SKP ställde upp i riksdagsval under partinamnet Sveriges kommunistiska parti, skilde man de två partierna åt genom att minoriteten, som kvarstod som medlem av Komintern och leddes av Hugo Sillén, kallades för Sillénkommunisterna (eller oxkommunisterna syftade ursprungligen på hela partiet, se ovan) medan majoriteten, med bland andra Karl Kilbom, kallades Kilbomskommunisterna fram till 1934.

### Antifascism och antistalinism (1934–1937)
Efter sammanslagning med en mycket stor utbrytning från SAP i Göteborg under Albin Ström, bytte partiet namn 1934 till Socialistiska partiet. Under större delen av 1930-talet var Socialistiska partiet det största arbetarpartiet i Sverige till vänster om SAP.
SP var starkt kritiskt mot stalinismens utveckling i Sovjetunionen. SP var också en framträdande antifascistisk rörelse under 1930-talet. Ture Nerman var ledande antifascist och riksdagsman för SP till 1937. Man mobiliserade stöd till Andra spanska republiken, och rekryterade i viss mån även frivilliga. Regionalt var partiet mycket starkt i fackföreningar och folkrörelser. Man drev tre dagstidningar och hade många kända medlemmar: Hinke Bergegren, Anton "Amaltea" Nilson, Albin Ström, Ture Nerman, Karl Kilbom med flera. Partiets organ var alltjämt Folkets Dagblad Politiken.

### Splittring och uteslutning (1937)
1937 lät Nils Flyg utesluta Kilbom ur partiet. En stor grupp av partiets funktionärer valde då att lämna partiet och de flesta, inklusive Kilbom, sökte sig till SAP. Många partimedlemmar passiviserades 1939–1940, medan en annan grupp runt Albin Ström bildade det nya Vänstersocialistiska Partiet 1940.

### Nazism och partiets upplösning (1938–1943)
Efter att majoriteten runt Kilbom lämnat partiet, och efter Moskvarättegångarna 1938 mot de sista av Vladimir Lenins nära medarbetare, närmade sig den återstående spillran, i sitt avståndstagande från Komintern och Sovjetunionen, Nazityskland och stödde Antikominternpakten under kriget.
När andra världskriget bröt ut 1939 drabbades partiet av en svår ekonomisk kris, dagstidningen Folkets Dagblad fick läggas ned, och efter våren 1940 var den realpolitiska situationen svår att hantera. Detta innebar att partiledningen sökte ekonomiskt stöd från Tyskland, och gradvis tog SP under Flygs ledning en realpolitisk ställning för Nazityskland. Partiets inställning förstärktes när Nazityskland 1941 bröt Molotov–Ribbentrop-pakten och angrep Sovjetunionen.
Från 1940 gav partiet ut tidningen Tidens röst med Nils Flyg som redaktör. När Folkets Dagblad återkom var den helt tyskfinansierad. Partiet förlorade i valet 1940 alla sina mandat i andra kammaren (före valet hade partiet sex mandat) och efter Flygs död 1943 tog partiet öppet de sista stegen över till nazismen.
Man bildade därefter det uttalat nazistiska partiet Svenska socialistiska partiet och fortsatte under det namnet fram till 1948, då partiet upplöstes.

## Partiledare
Agaton Blom fortsatte som partiledare för Svenska socialistiska partiet efter 1943.
| Period    | Namn        |
| --------- | ----------- |
| 1924–1943 | Nils Flyg   |
| 1943      | Agaton Blom |